# Couvre-face

Voorbeeld illustratie: een contregarde (A), een couvre-face (B).

Een couvre-face is een buitenwerk van een vesting, een in de gracht gelegen pijlvormige wal, voor de face van een bastion of ravelijn.  Niet te verwarren met een halve maan of met de contregarde, waarmee de couvre-face enkele overeenkomsten heeft. 
Een couvre-face bestaat slechts uit een wal zonder ruimte voor geschut. De functie van een couvre-face bestaat uit het dekken van bastion of ravelijn tegen rechtstreeks vuur van de belegeraar. De couvre-face werd ook gebruikt voor de infanterie-opstelling van de verdedigers.